# Filialkirche Großbuch (Klagenfurt am Wörthersee)

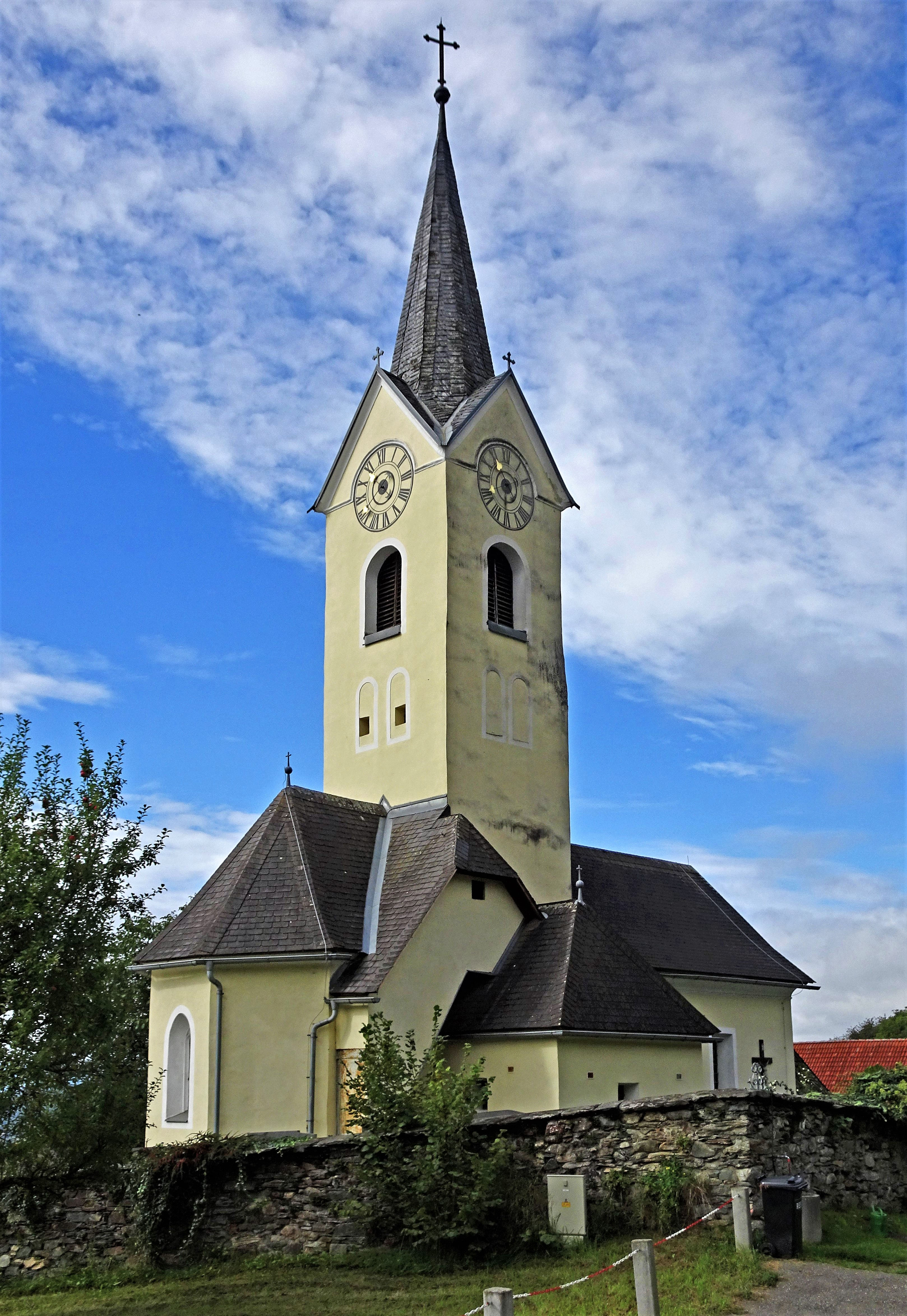
Katholische Filialkirche hl. Lorenz in Großbuch

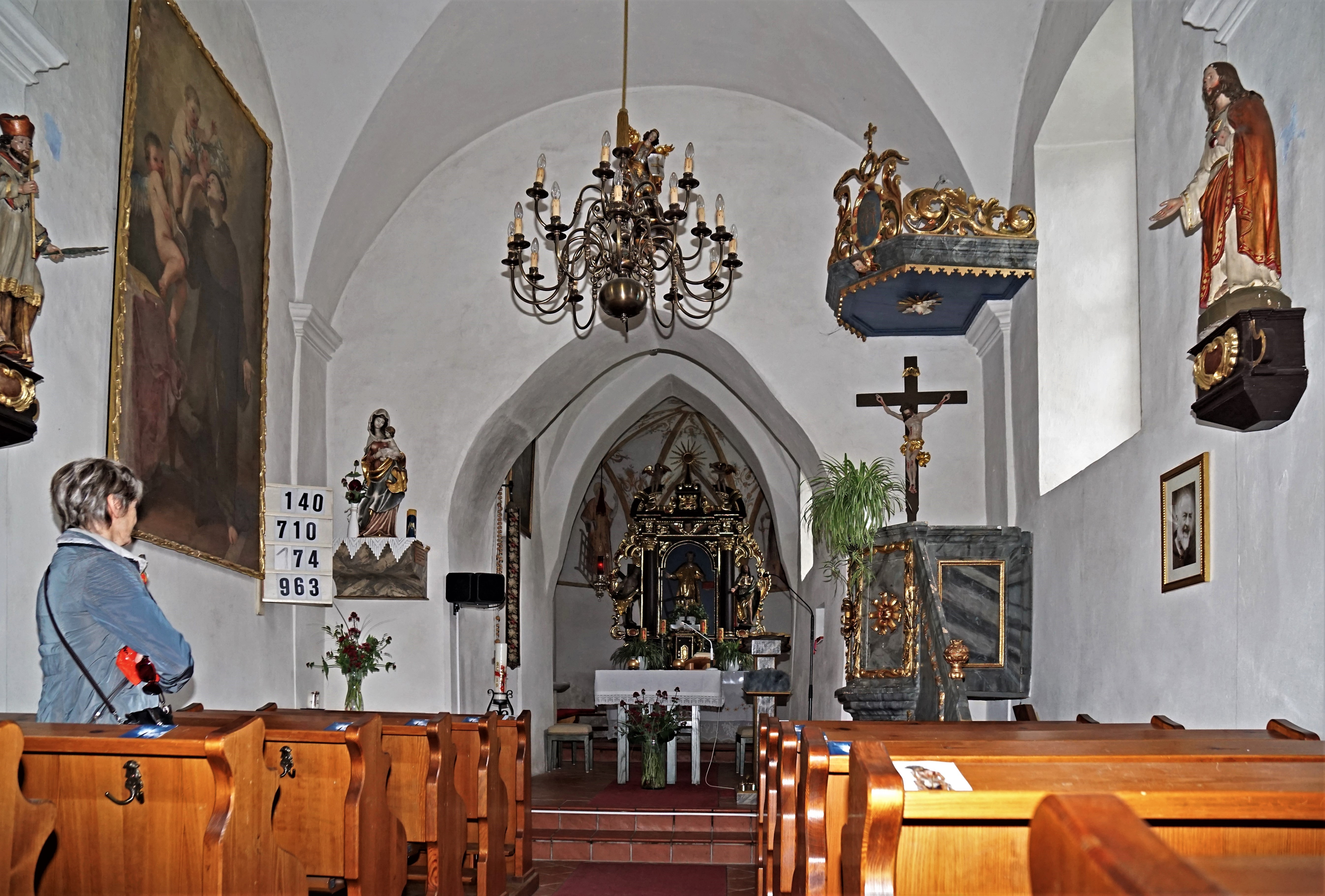
Langhaus, Blick zum Turmquadrat und Chor

Die römisch-katholische Filialkirche Großbuch steht am Südabfall des Zmullner Berges in Großbuch in der Stadtgemeinde Klagenfurt am Wörthersee in Kärnten. Die dem Patrozinium des Heiligen Laurentius von Rom unterstellte Filialkirche der Pfarrkirche St. Martin am Ponfeld gehört zum Dekanat Klagenfurt-Land/Celovec-dežela in der Diözese Gurk-Klagenfurt. Die Kirche steht unter Denkmalschutz (Listeneintrag).

## Geschichte
Die Kirche entstand im Kern im 13. Jahrhundert. Der Turm wurde 1772 erhöht.

## Architektur
Die im Kern romanische und spätgotische Chorturmkirche wurde in barocker Zeit umgestaltet und ist von einer Friedhofsmauer umgeben.
Das Kirchenäußere zeigt einen kleinen Kirchenbau unter einem steinplattlgedeckten Dach. Das Langhaus hat barocke Fenster. Die Westfront hat eine kleine Vorhalle mit dem spitzbogigen gotischen Portal mit einer bemerkenswerten gotischen eisenbeschlagenen Tür aus dem Anfang des 15. Jahrhunderts. Der spätgotische Chor schließt mit einem Dreiseitschluss. Der Turm hat romanische Doppelfenster, welche nach einem Brand 1906 vermauert wurden. Nordseitig der Kirche befindet sich ein überdachter Aufgang zum Turm und anschließend ein kleiner Sakristeianbau.
Außen an der Kirche befindet sich ein Kruzifix um 1700.
Das Kircheninnere zeigt ein schmales Langhaus unter einem Tonnengewölbe mit Stichkappen und ein Turmquadrat und einen zweijochigen Chor unter Kreuzgratgewölben. Die Empore aus Holz trägt ein Orgelprospekt aus dem 19. Jahrhundert. Der gedrückte Triumphbogen ist spitzbogig. 1984 wurden barocke Fresken im Chor aufgedeckt, sie zeigen im Gewölbe eine Rankenmalerei und an den Wänden Heilige.

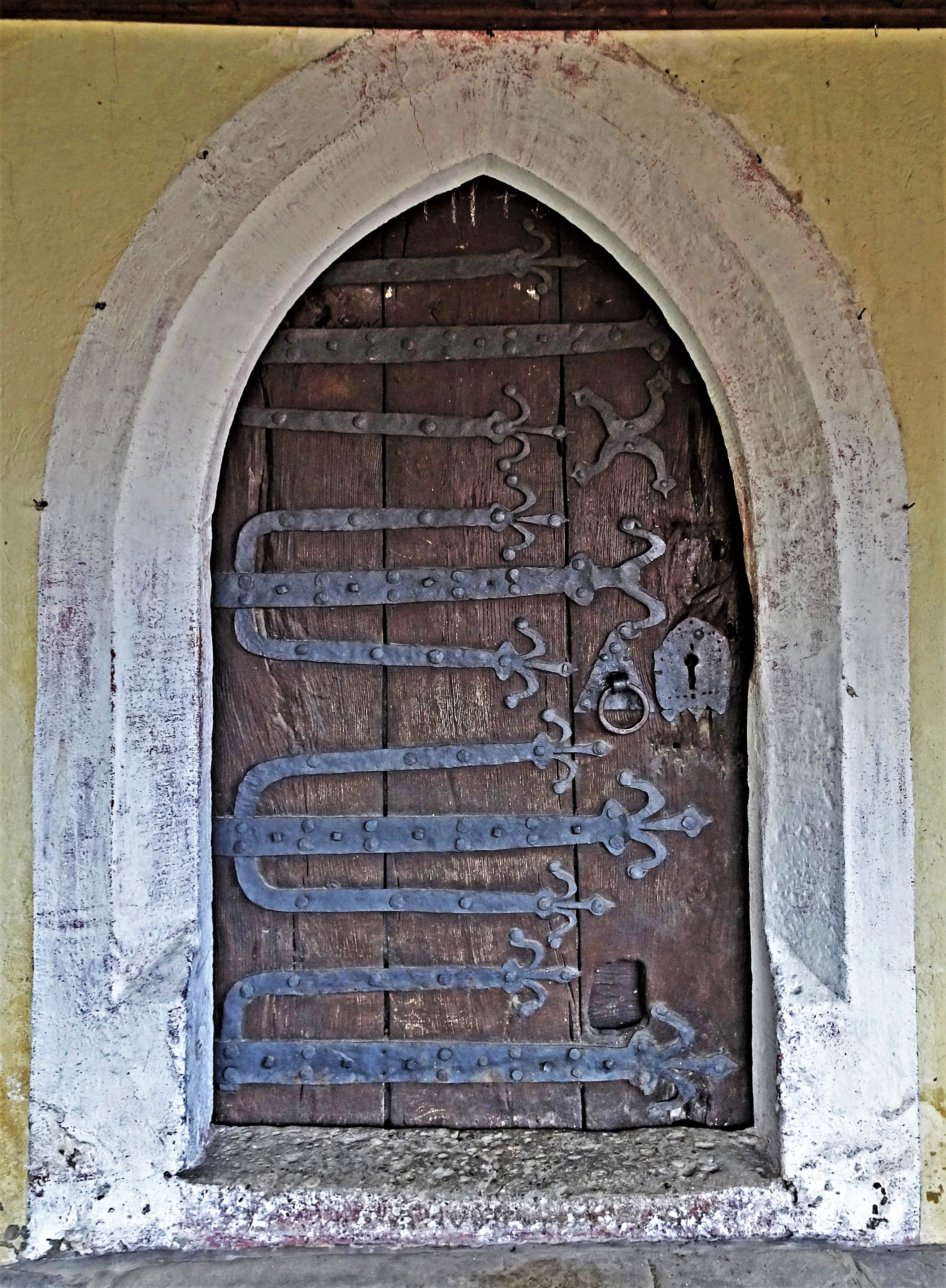
Das Portal
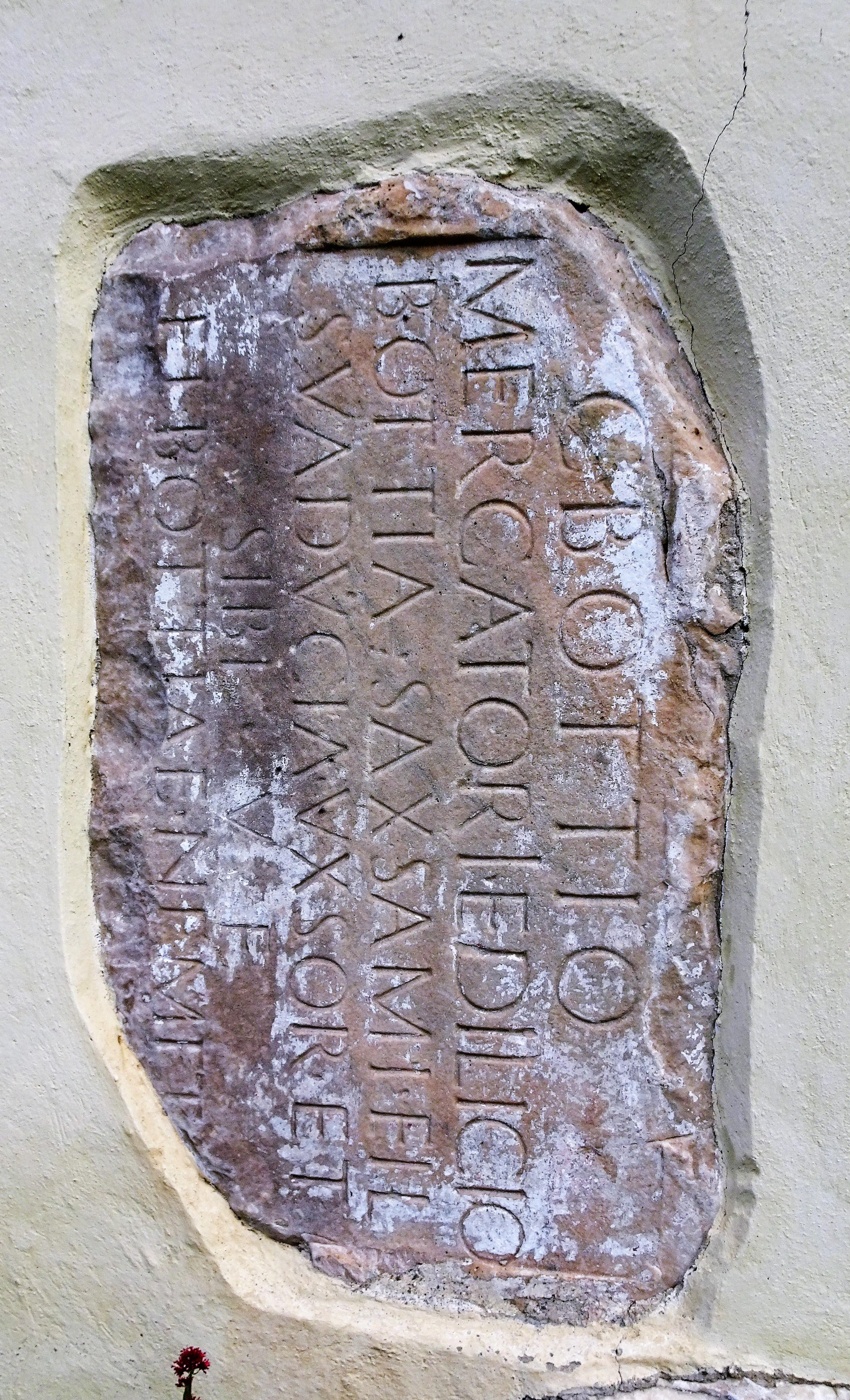
Römerstein in der südlichen Außenwand
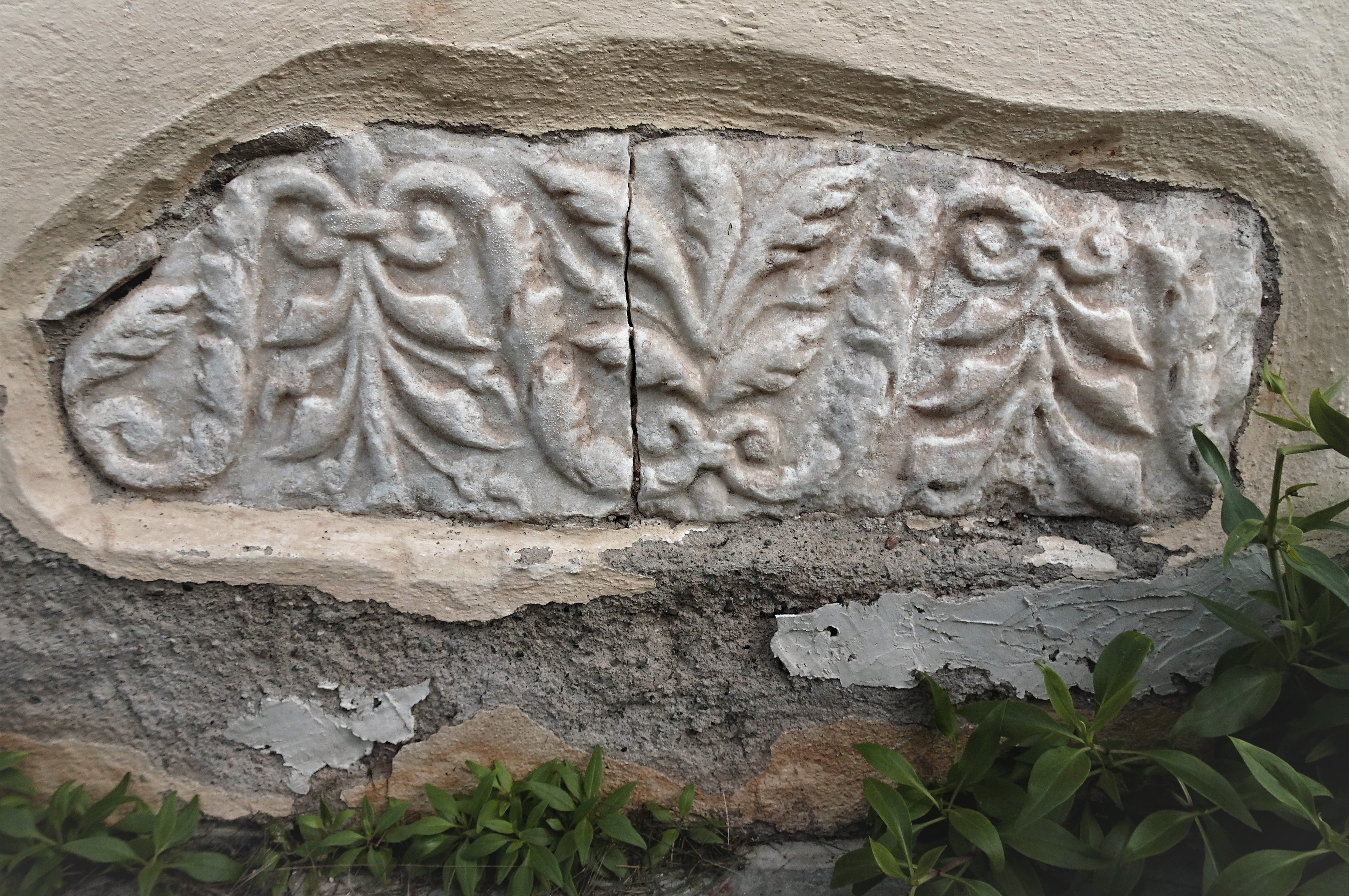
Römerstein

## Einrichtung
Im Schrein des barocken, zweisäuligen Ädikula-Altars mit gesprengtem Giebel  steht eine farbig gefasste Schnitzfigur des hl. Laurentius. Assistenzfiguren sind links der hl. Sebastian, rechts der hl. Rochus.
An der südlichen Langhauswand hängt ein großformatiges Gemälde, das den hl. Antonius mit Engeln darstellt. Es hing ursprünglich in der Schlosskapelle Töltschach. Einige Konsolstatuen (Herz Jesu, Maria mit Kind, hl. Nepomuk) gehören zur weiteren Einrichtung. Die Orgel ist in die Brüstung der schlichten, hölzernen Westempore integriert. An der Brüstung sind die Konsolfiguren des hl. Laurentius links und eines Christus in der Rast rechts angebracht.

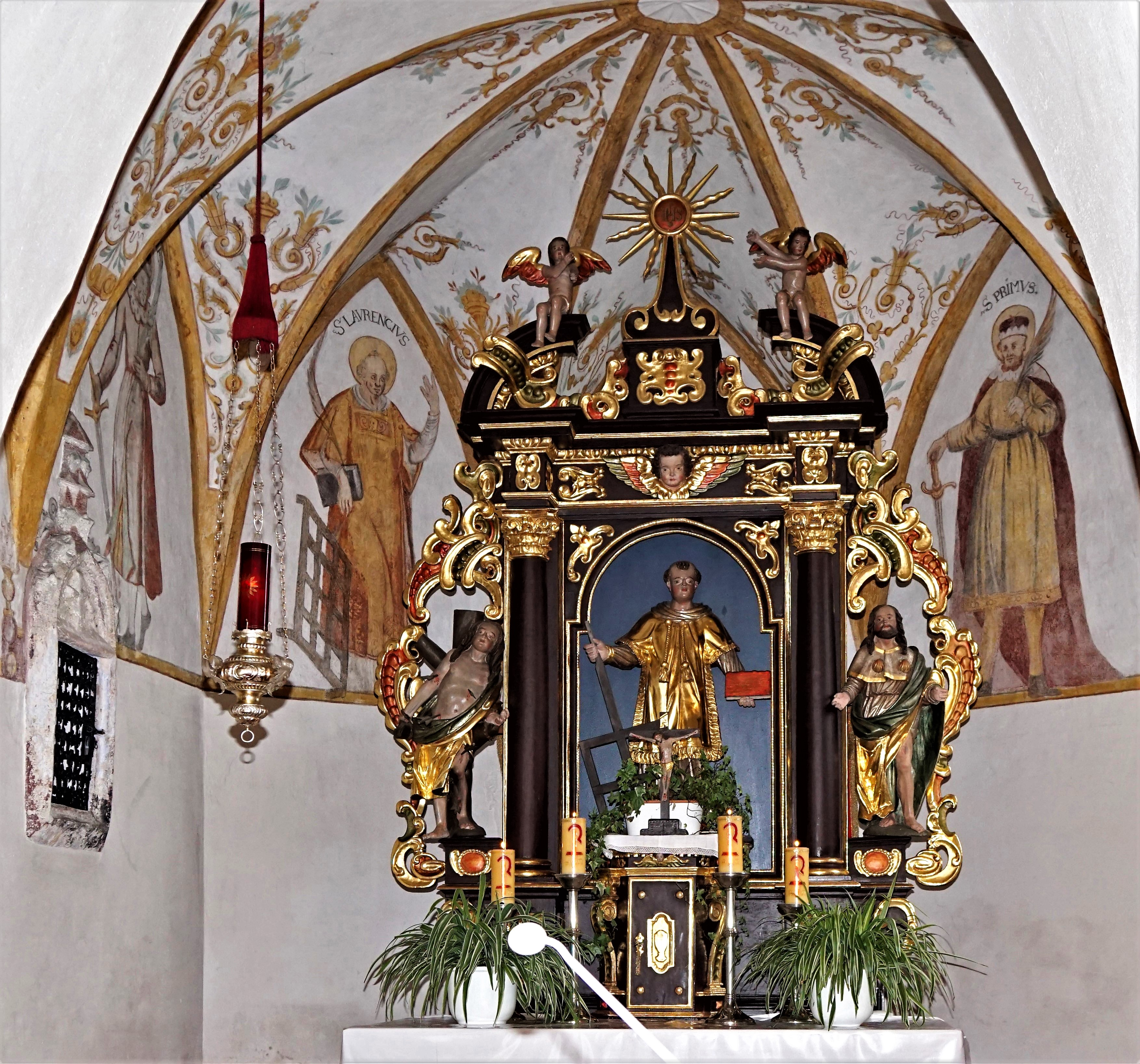
Apsis mit Altar
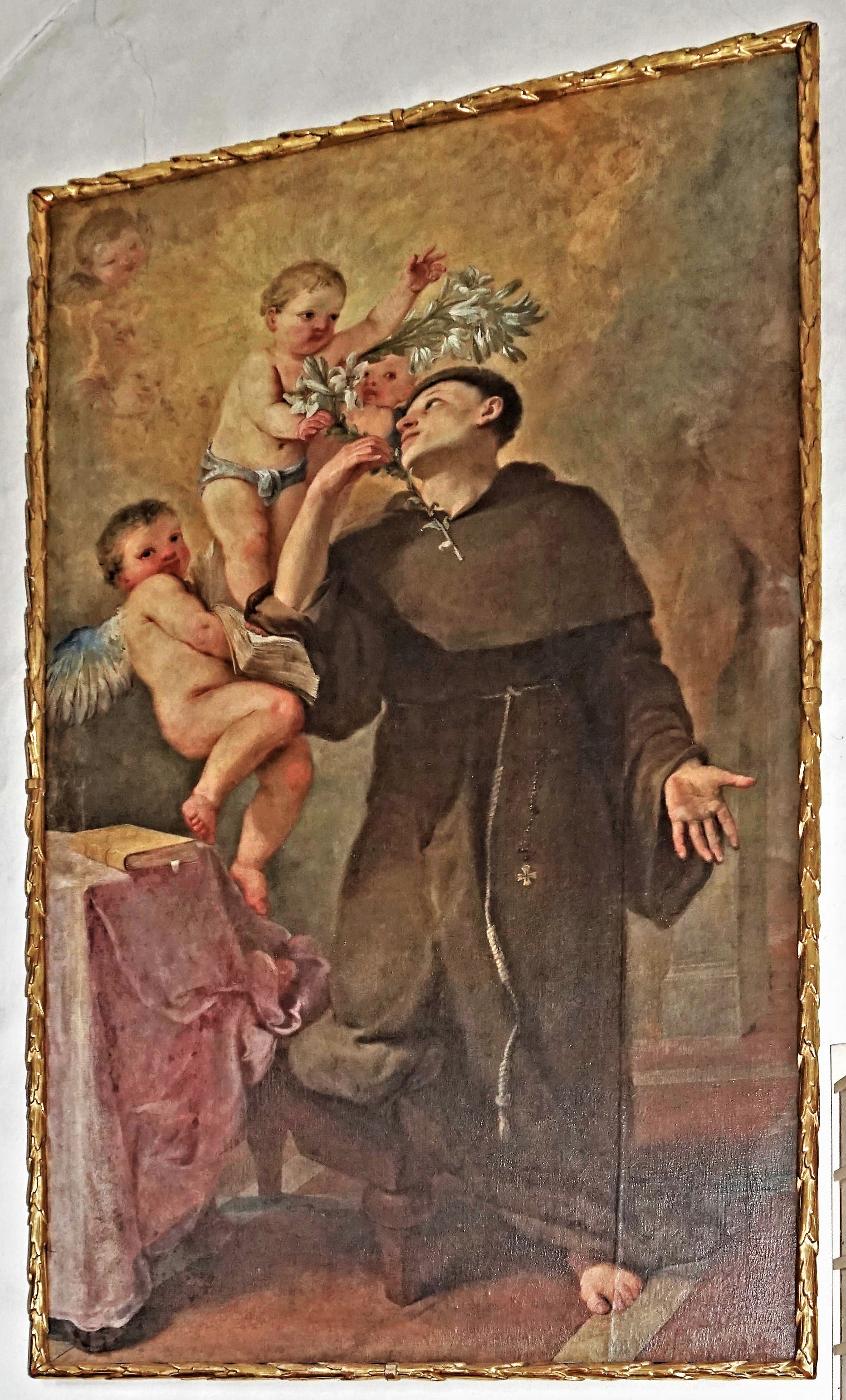
Hl. Antonius
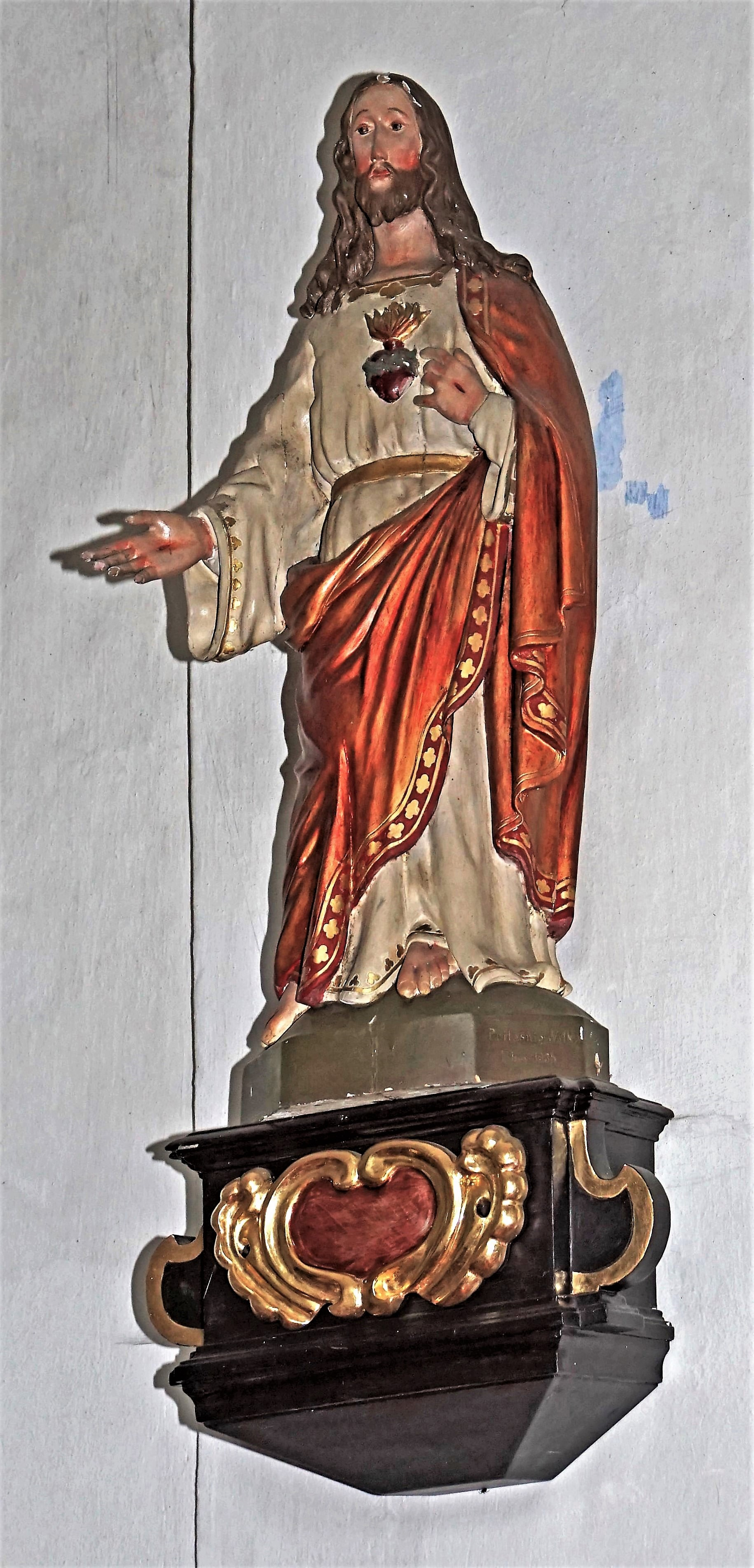
Herz-Jesu-Konsolstatue
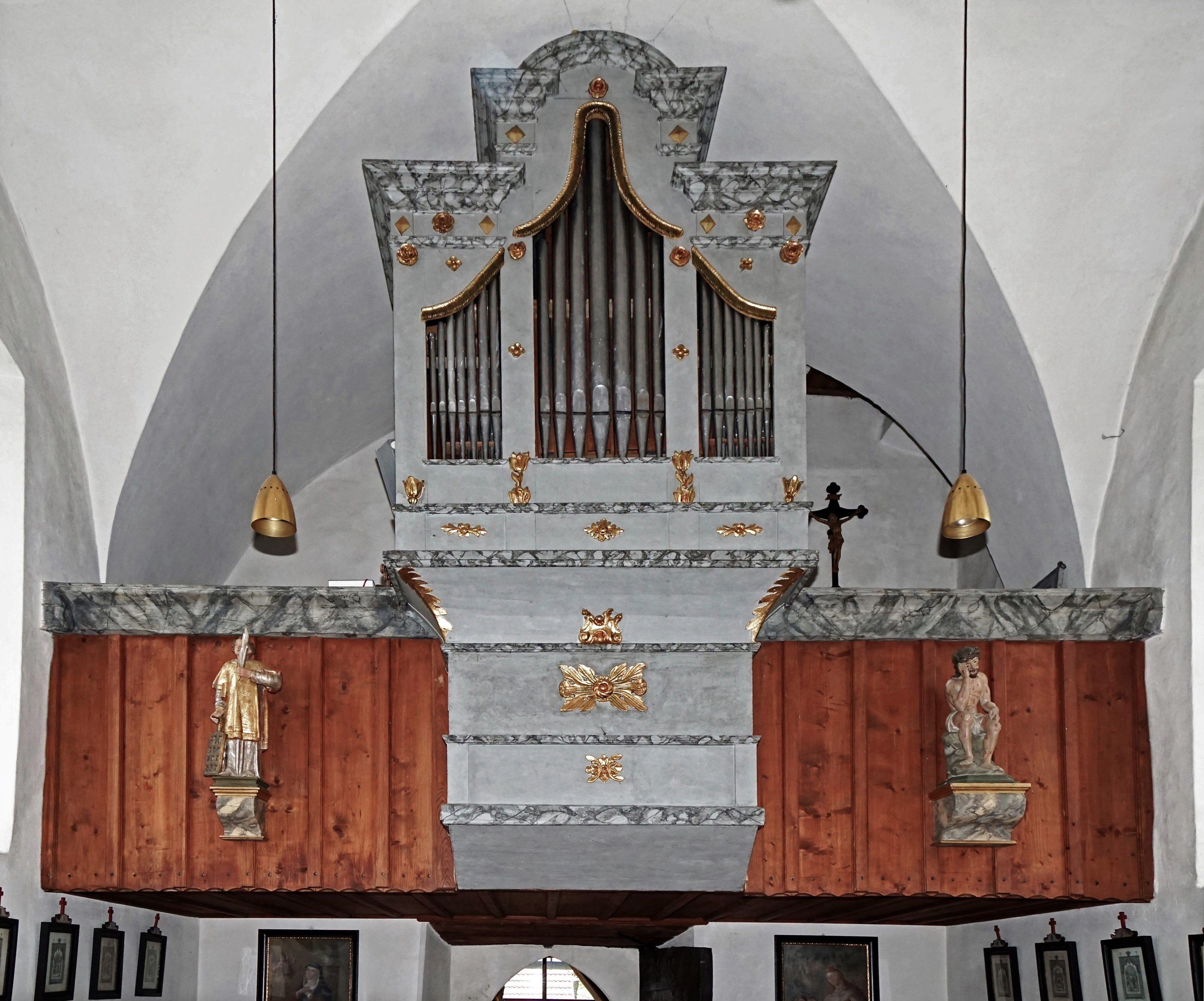
Orgelempore

## Grabdenkmäler
Außen
- In der südliche Wand und freistehend sowie in der nördlichen Wand sind Römersteine eingemauert.